# Willem van Nieulandt
Willem van Nieulandt spesso indicato come Guiliam van Nieulandt e talvolta Nieuwelandt (Anversa, 1584 – Amsterdam, 1635) è stato un pittore, incisore, poeta e drammaturgo fiammingo di Anversa.
È noto per i suoi dipinti e le sue stampe di paesaggi all'italiana, spesso raffiguranti vedute dei dintorni di Roma con figure contemporanee e scene bibliche o mitologiche. È stato riconosciuto per le sue poesie e opere teatrali in lingua olandese.

## Biografia
Nacque ad Anversa nel 1582 o nel 1584 come figlio di Adriaen van Nieulandt il Vecchio  (morto nel 1603) e di Geertruyd Loyson (morto nel 1627 circa). Suo padre era un mercante di penne, così come suo nonno, che fu ammesso come maestro della Corporazione di San Luca di Anversa nel 1573. La sua famiglia comprendeva diversi artisti, tra cui suo zio Guilliam o Willem van Nieulandt (I), che era un pittore e disegnatore che lavorò a Roma. Suo fratello minore Adriaen van Nieulandt il Giovane (nato nel 1586 ad Anversa) divenne pittore decorativo di interni, artista di stampe, mercante d'arte, perito, pittore e disegnatore e fu attivo soprattutto ad Amsterdam.  Willem si trasferì con la sua famiglia ad Amsterdam nel 1589, dopo l' Assedio di Anversa, probabilmente perché erano protestanti. Un altro fratello, Jacob van Nieulandt, nacque nel 1593/94 ad Amsterdam, dove divenne mercante d'arte, pittore, locandiere e disegnatore. 

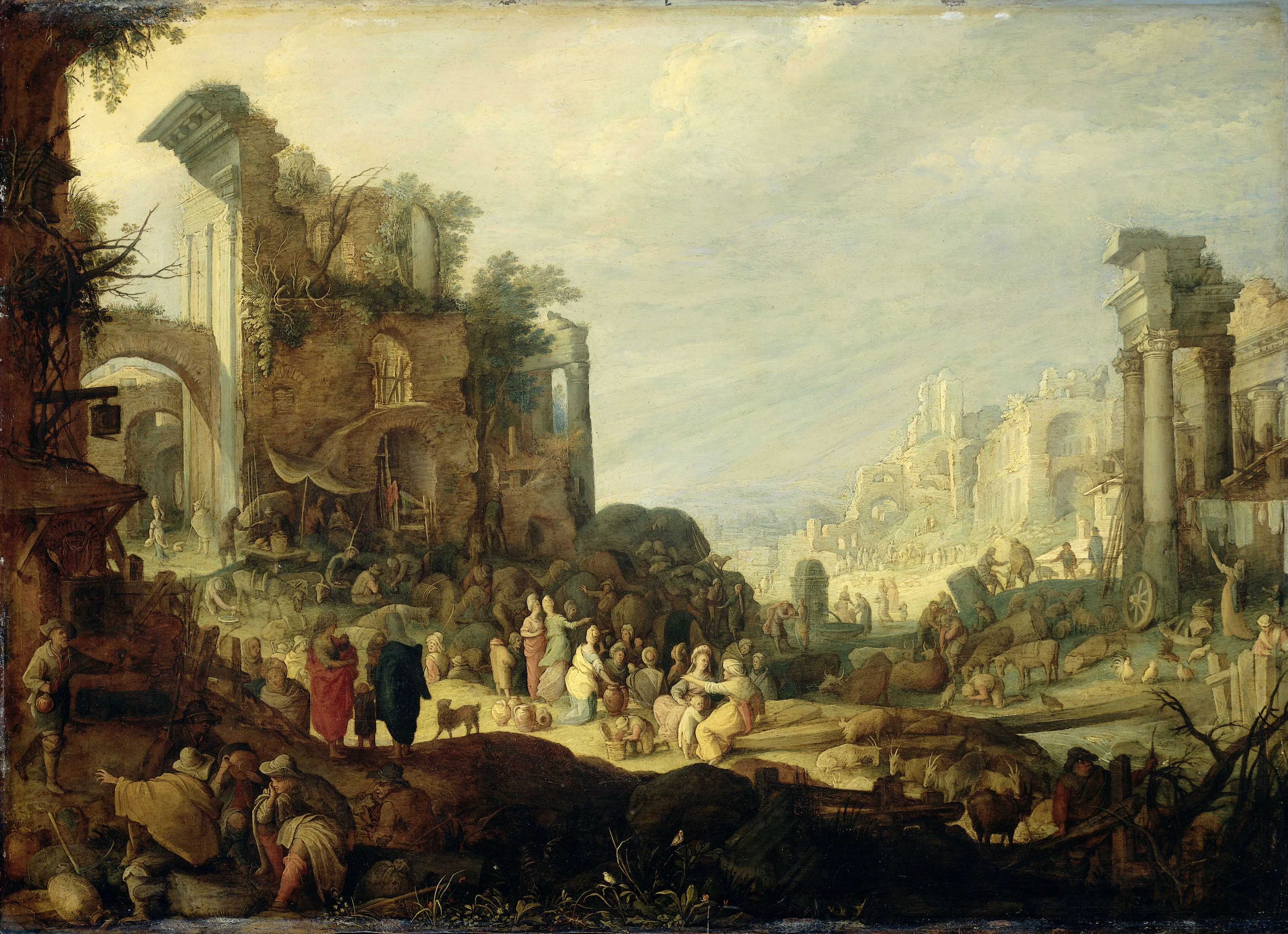
Paesaggio con rovine romane e l'incontro di Rebecca ed Eliezer.

Secondo Arnold Houbraken, Willem fu ad Amsterdam allievo di Roelant Savery, un altro fiammingo emigrato ad Amsterdam, noto per i suoi paesaggi, nature morte e dipinti di animali. Gli storici dell'arte contemporanea hanno sostenuto che non fu l'allievo di Roelant Savery, ma di suo fratello Jacob Savery, un artista specializzato in nature morte, animali, paesaggi e pittura di genere.  Nel 1601 si recò a Roma, dove lavorò dal 1601 al 1603 nella bottega dello zio Guilliam o Willem van Nieulandt (I) e successivamente in quella di Paul Bril, un importante paesaggista fiammingo. Negli anni 1602 e 1603 visse con lo zio Guilliam van Nieulandt (I} nella via Paulina, oggi via del Babuino. Si specializzò nella pittura di rovine artistiche di monumenti, archi e templi, molti dei quali poi incisi da lui stesso.
Tornò nei Paesi Bassi.  Nell'anno corporativo 1604-1605 fu ammesso come maestro pittore nella Corporazione di San Luca di Anversa in quanto figlio di un maestro. L'11 febbraio 1606 il ventiduenne Willem sposò ad Amsterdam Anna Hustaert (o Huystaert), nativa di Anversa. La coppia si stabilì ad Anversa. Il 13 aprile 1606 divenne cittadino di Anversa. Suo figlio Adriaen nacque nel 1607. Il 26 febbraio 1611 sua figlia Constancia o Constantia fu battezzata nella chiesa che oggi è la cattedrale di Anversa. In seguito sposò il pittore di nature morte Adriaen van Utrecht e fu un apprezzato poeta e pittore di nature morte. Divenne un poeta rispettato e pittore di paesaggi italiani.
Dopo il maggio 1629 fece ritorno ad Amsterdam, dove visse fino alla sua morte nel 1635.

## Opera letteraria

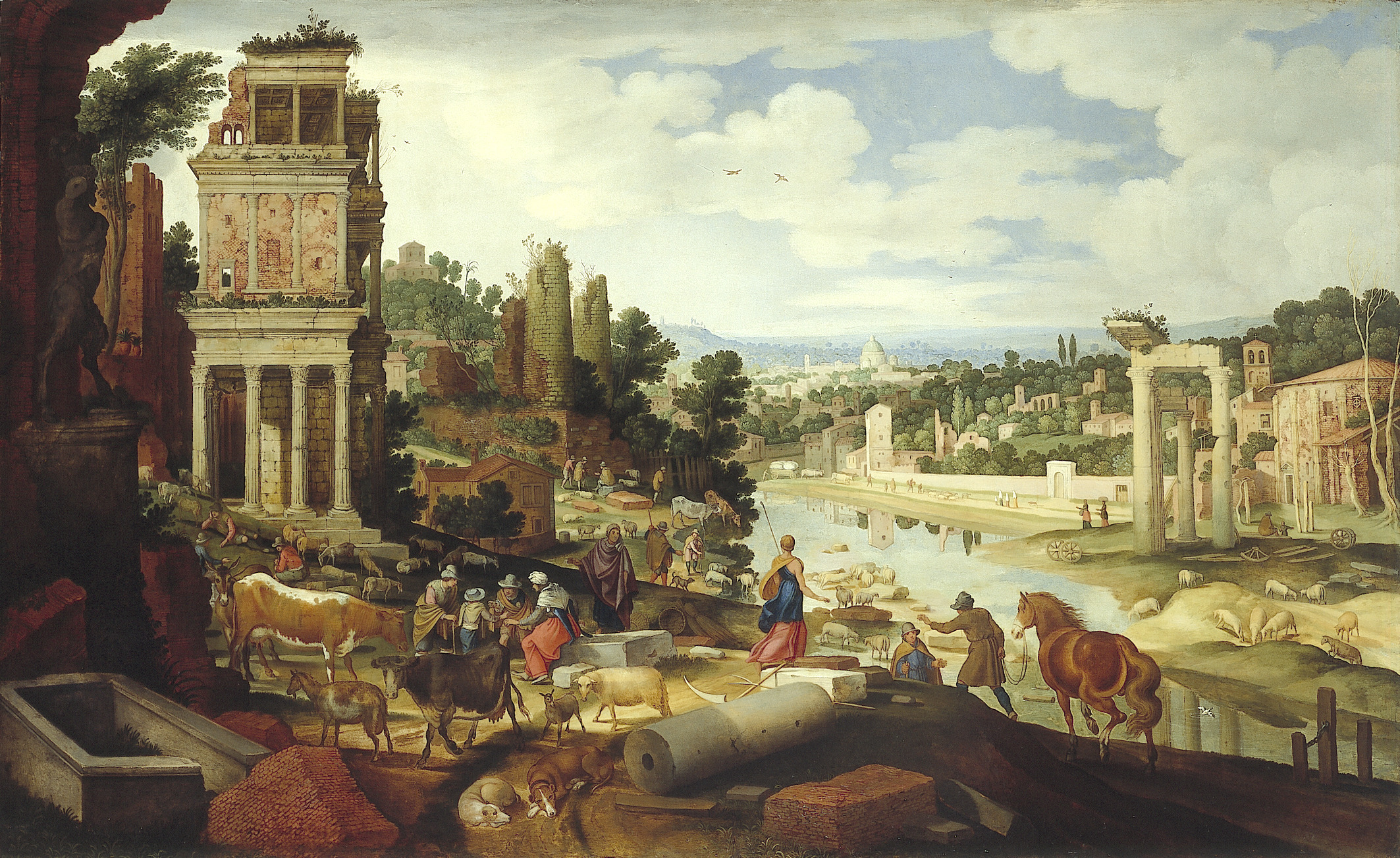
Capriccio romano con il Septizodium, la Tomba di Porsenna e il Tempio di Vesta.

Nieulandt era conosciuto più come poeta e drammaturgo che come pittore. Fu membro della Camera di retorica di Anversa dal 1613 al 1621, trasferendosi poi alla rivale Violieren dal 1621 al 1629. Nel maggio 1620 ottenne un premio come miglior poema ad una competizione di retorica tenutasi a Mechelen, sotto lo pseudonimo di Dient uwen Al. Nel maggio 1624 la Violieren rappresentò il suo dramma Aegyptica (una tragedia sul tema di Antonio e Cleopatra).

## Opere letterarie

### Poesia
- Poëma van den Mensch (1621)

### Dramma
- Livia (1617)
- Saul (1617)
- Claudius Domitius Nero (1618)
- Aegyptica (1624)
- Sophonisba Aphricana (1626, 1635)
- Salomon (1628)
- Jerusalems Verwoestingh door Nabuchodonosor (1635)

## Opere pittoriche
I suoi dipinti si trovano presso i seguenti musei:
- Norton Museum of Art, West Palm Beach
- Museo di belle arti, Budapest
- Museo Puškin delle belle arti, Mosca
- Musée des Beaux-Arts, Tours